# エブソン・パトリシオ・ヴァスコンセロス・ド・ナシメント
エブソン・パトリシオ・ヴァスコンセロス・ド・ナシメント（Evson Patrício Vasconcelos do Nascimento、1990年12月9日 - ）はブラジルバイーア州出身のプロサッカー選手。ポジションはディフェンダー、ミッドフィールダー。

## 経歴
地元バイーア州にあるECヴィトーリアでプロデビュー。ブラジル時代は主にボランチで起用された。
2013年12月、SCコリンチャンス・アラゴアーノからJリーグ・ガンバ大阪に1年間の期限付き移籍での加入が発表された。同年7月、J2カマタマーレ讃岐へ期限付き移籍。2015年、2016年に所属元のAAサンタ・リタが讃岐とのレンタル期間延長に合意し、讃岐との契約が1年ずつ延長された。
2017年からは讃岐に完全移籍で所属。2017シーズン限りで契約満了に伴い退団。

## 個人成績
| 国内大会個人成績 | 国内大会個人成績 | 国内大会個人成績 | 国内大会個人成績 | 国内大会個人成績 | 国内大会個人成績 | 国内大会個人成績 | 国内大会個人成績 | 国内大会個人成績 | 国内大会個人成績 | 国内大会個人成績 | 国内大会個人成績 |
| 年度             | クラブ           | 背番号           | リーグ           | リーグ戦         | リーグ戦         | リーグ杯         | リーグ杯         | オープン杯       | オープン杯       | 期間通算         | 期間通算         |
| 年度             | クラブ           | 背番号           | リーグ           | 出場             | 得点             | 出場             | 得点             | 出場             | 得点             | 出場             | 得点             |
| 日本             | 日本             | 日本             | 日本             | リーグ戦         | リーグ戦         | リーグ杯         | リーグ杯         | 天皇杯           | 天皇杯           | 期間通算         | 期間通算         |
| ---------------- | ---------------- | ---------------- | ---------------- | ---------------- | ---------------- | ---------------- | ---------------- | ---------------- | ---------------- | ---------------- | ---------------- |
| 2014             | G大阪            | 2                | J1               | 0                | 0                | 1                | 0                | 0                | 0                | 1                | 0                |
| 2014             | 讃岐             | 30               | J2               | 16               | 2                | -                | -                | 0                | 0                | 16               | 2                |
| 2015             | 讃岐             | 30               | J2               | 33               | 1                | -                | -                | 1                | 0                | 34               | 1                |
| 2016             | 讃岐             | 30               | J2               | 37               | 3                | -                | -                | 1                | 0                | 38               | 3                |
| 2017             | 讃岐             | 30               | J2               | 20               | 1                | -                | -                |                  |                  |                  |                  |
| 通算             | 日本             | 日本             | J1               | 0                | 0                | 1                | 0                | 0                | 0                | 1                | 0                |
| 通算             | 日本             | 日本             | J2               | 86               | 6                | -                | -                | 2                | 0                | 88               | 6                |
| 総通算           | 総通算           | 総通算           | 総通算           | 86               | 6                | 1                | 0                | 2                | 0                | 89               | 6                |

- Jリーグ初出場 - 2014年4月16日 ナビスコカップ Aグループ 第3節 サガン鳥栖戦 (ベストアメニティスタジアム)
- Jリーグ初得点 - 2014年8月17日 J2第27節 横浜FC戦 (ニッパツ三ツ沢球技場)

その他の公式戦
- 2014年
  - J2・J3入れ替え戦 2試合0得点